# Libelloides macaronius
Libelloides macaronius là một loài côn trùng trong họ Ascalaphidae thuộc bộ Neuroptera. Loài này được Scopoli miêu tả năm 1763.

## Hình ảnh

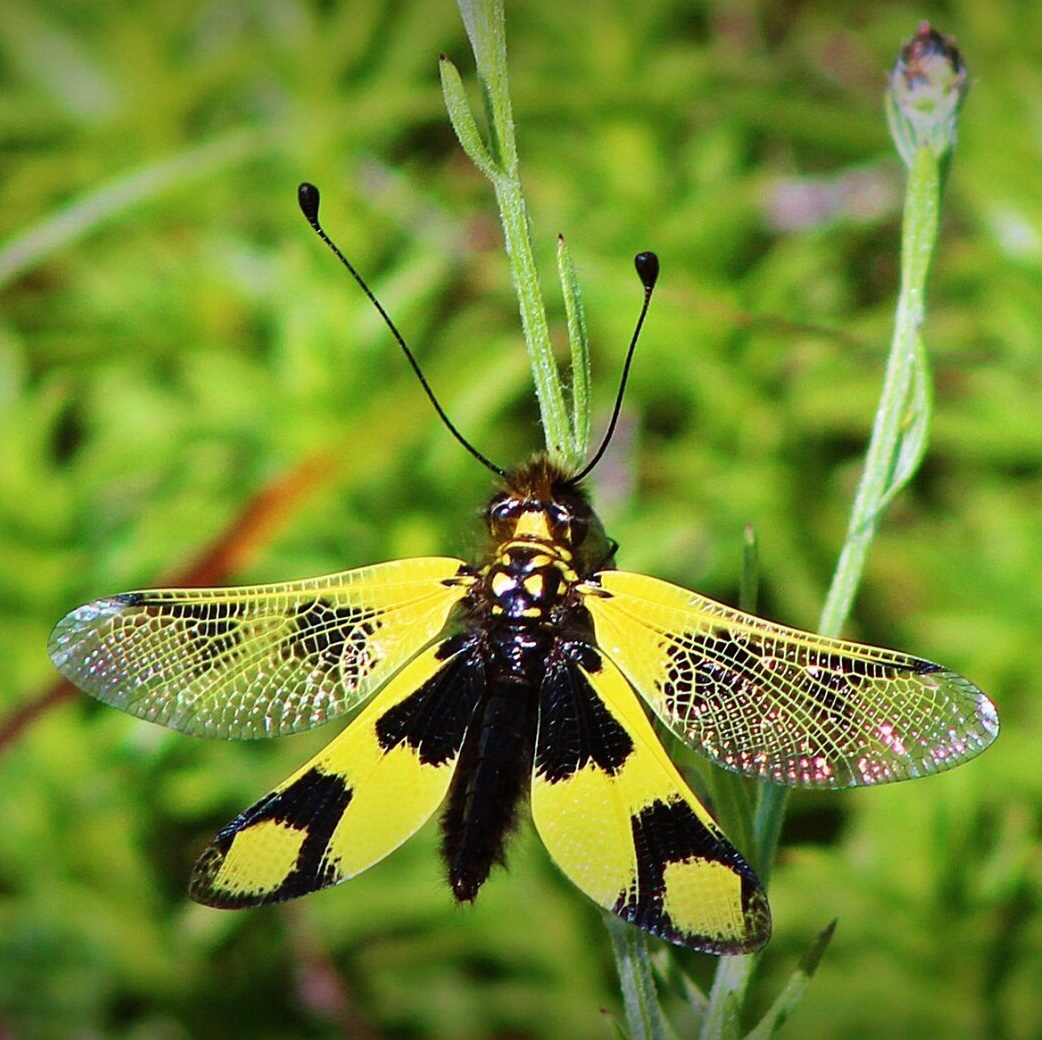
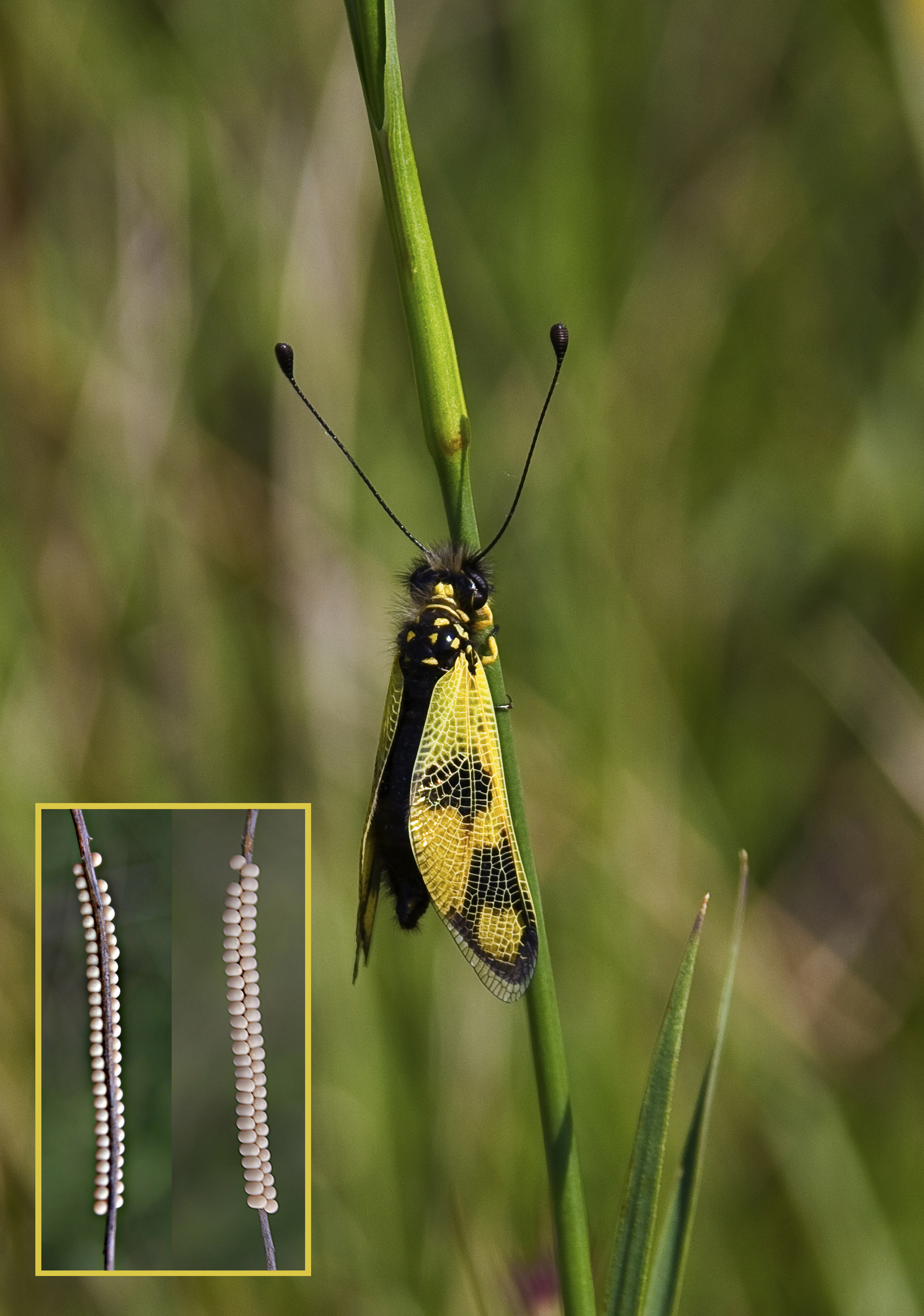
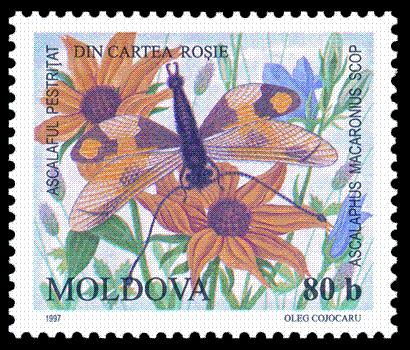